# Songhaicinae
Sous-famille
Les Songhaicinae sont une sous-famille de collemboles de la famille des Sminthuridae.

## Liste des genres
Selon Checklist of the Collembola of the World (version du 19 août 2019) :
- Disparrhopalites Stach, 1956
- Gisinurus Dallai, 1970
- Songhaica Lasebikan, Betsch & Dallai 1980
- Soqotrasminthurus Bretfeld, 2005
- Varelasminthurus da Silva, Palacios-Vargas & Bellini, 2015

## Publication originale
- Sánchez-García & Engel, 2016 : Long-term stasis in a diverse fauna of Early Cretaceous springtails (Collembola: Symphypleona). Journal of Systematic Palaeontology, vol. 15, no 7, p. 513-537.